# 메르세데스-벤츠 시토
메르세데스-벤츠 시토(독일어: Mercedes-Benz Cito)는 메르세데스-벤츠 버스에서 1999년부터 2003년까지 생산했던 미디버스이다.

## 같이 보기
- 위키미디어 공용에 메르세데스-벤츠 시토 관련 미디어 분류가 있습니다.